# مير سعيد بك
مير سعيد بك بن علي بك بن حسين بك بن علي بك كان من زعماء اليزيدية، فهو الأمير الثاني عشر لشيخان وجميع اليزيديين، زوجته ونسة الأموي، له منها تحسين وخيري.
الأمير سعيد هو الأمير سعيد بن علي (قتل سنة 1913) بن حسين بن علي بيك، وعلي بيك قُتل سنة 1846 في منطقة شلال كلي علي بك في جبال راوندوز، وهذا الشلال يحمل اسمه.